# 珠芽蓼
珠芽蓼（学名：Polygonum viviparum）又名“零余子蓼”，通常被称为珠芽拳参、高山拳参、“高山比斯托草”、“高山拳参花”（Alpine Bistort）、山谷子，一种开花的植物，在高北极地区（如阿尔卑斯山、喀尔巴阡山、庇里牛斯山、高加索和青藏高原）很常见。为蓼科蓼属下的一个种。 。与其他许多高山植物一样，珠芽蓼生长缓慢，开花要三到四年时间，一般在6月和7月。

## 图库
- 高山拳参花的细节
- 珠芽蓼。
- 珠芽蓼花穂。

## 脚注
1. ↑  『日本の野生植物 草本II 離弁花類』p.18
2. ↑  『山溪カラー名鑑 日本の高山植物』p.508
3. ↑  『新牧野日本植物圖鑑』p.78,p.1353